# Scrophularia amplexicaulis
Scrophularia amplexicaulis är en flenörtsväxtart som beskrevs av George Bentham. Scrophularia amplexicaulis ingår i släktet flenörter, och familjen flenörtsväxter. Inga underarter finns listade i Catalogue of Life.